# Sainte-Marie-aux-Mines
Sainte-Marie-aux-Mines (Markirch en alemán) es una localidad y comuna francesa, situada en el departamento de Alto Rin, en la región de Alsacia.

## Demografía
| 6937 | 7417 | 6703 | 6358 | 5767 | 5816 |
| Para los censos de 1962 a 1999 la población legal corresponde a la población sin duplicidades (Fuente: INSEE [Consultar]) |      |      |      |      |      |

## Toponimia
Localidad ubicada en el pequeño valle francófono de la vertiente oriental de los Vosgos, llamado Val d'Argent (Valle de Plata), el nombre francés se traduce como Santa María las Minas o "Santa María cerca de las Minas"; el nombre alemán -que es desusado en el valle- es la contracción de Marie y Kirche, es decir "Iglesia de María").

## La Feria de Minerales de Sainte-Marie-aux-Mines
Uno de los principales acontecimientos sociales y culturales de la población es la Feria de Minerales, Fósiles y Gemas, que cada año se celebra en sus hermosas calles y edificios principales.

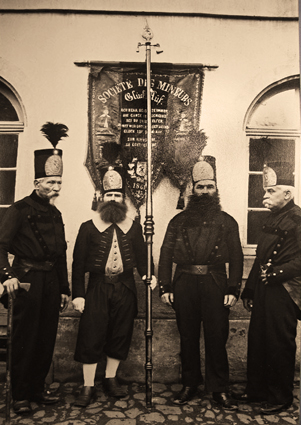
Los antiguos mineros alsacianos con traje de gala